# Andrés Manuel del Río
Andrés Manuel del Río y Fernández (10. listopadu 1764 v Madridu – 23. března 1849 v Mexico City) byl španělsko-mexický chemik, mineralog a inženýr. Jeho rozsáhlá vědecká práce zahrnovala objevy a popisy různých minerálů, také vynález metod extrakce minerálů pro použití v těžebním průmyslu v Mexiku. Napsal první španělskou učebnici mineralogie Elementos de Orictognosía.
V roce 1801 objevil nový prvek a navrhl pro něj jméno panchromium a později erythronium, ale jeho objev nebyl v té době uznán. Tento prvek se nyní jmenuje vanad.
Del Río byl jedním ze zakladatelů Palacio de Minería a vytvořil tak základ současného Geologického institutu Národní autonomní univerzity v Mexiku (Universidad Nacional Autónoma de México). Byl členem Španělské královské akademie věd (Real Academia de Ciencias) v Madridu, Wernerovské přírodopisné společnosti v Edinburghu, Francouzské akademie věd (Académie des sciences France) v Paříži. Později působil jako prezident Geologické společnosti ve Filadelfii a Newyorské akademie věd.
Jeho vědecká práce a jeho liberální politika byly důležité pro budování nezávislého mexického národa. V roce 1964 Mexická chemická společnost založila na jeho počest Národní cenu za chemii Andrés Manuel Del Río, která je udělována mexickým chemikům s mimořádným světovým významem.

## Vzdělání a kariera

### Studia v Evropě

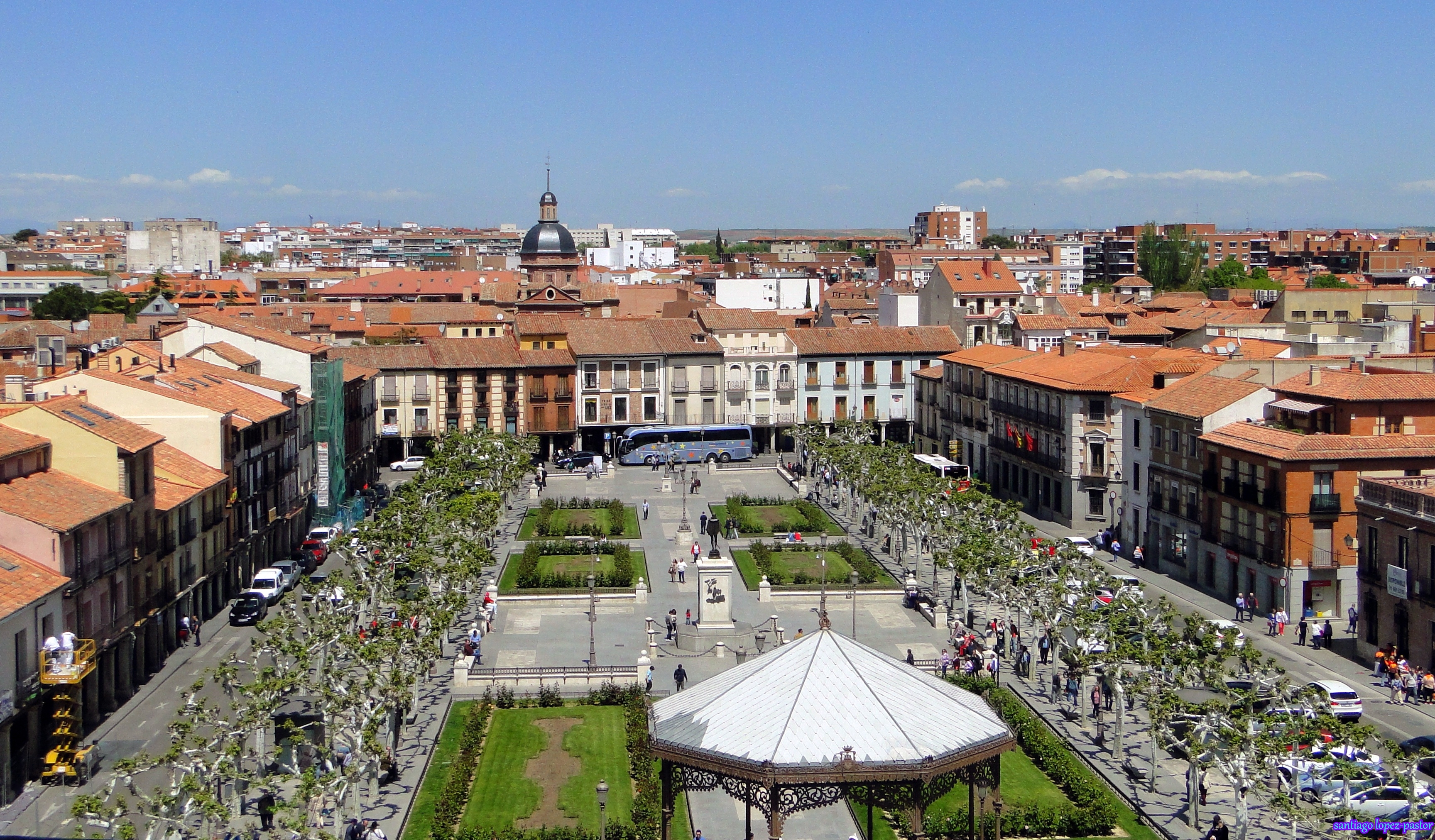
Univerzitní město Alcalá de Henares

- Univerzitní město Alcalá de HenaresDel Río se narodil 10. listopadu 1764 v Madridu. Měl velké nadání a klasické vzdělání absolvoval ve zkráceném čase.
- V roce 1780 ve věku 15 let získal bakalářský titul na univerzitě v Alcalá de Henares v oblasti analytické chemie a metalurgie. O dva roky později studoval fyziku v soukromých hodinách a pak se specializoval na mineralogii.
- V roce 1782 obdržel stipendium španělské koruny a od té doby studoval chemii, geologii, mineralogii a inženýrství v oboru důlního inženýrství na Královské akademii důlního inženýrství v Almadénu.
- V roce 1783 mu byl udělen cestovní grant od španělského ministerstva těžby. Použil ho ke studiu v Paříži na univerzitě Collège de France.
- V roce 1789 odešel do saského Freibergu na Důlní akademii (nynější Technická univerzita Báňská akademie), kde se setkal se svým vrstevníkem Alexandrem von Humboldtem (1769–1859). Oba zde studovali pod vedením tehdejšího ředitele Abrahama Gottloba Wernera (1719–1781). Vzniklo mezi nimi celoživotní přátelství.
- Del Río pak pokračoval ve studiu na rakousko-uherské Císařsko-královské báňské akademii v Schemnitzu (dnešní Bánská Štiavnice) u Antona von Rupprechta.
- V roce 1791 se přes Anglii vrátil zpět do Paříže, kde se stal asistentem Antoine Lavoisiera (1743–1794), který je považován za zakladatele moderní chemie. Pracoval u něj až do roku 1793, kdy uprchl zpět do Anglie po zatčení svého učitele. Lavoisier byl pak jako jedna z obětí Velké francouzské revoluce popraven gilotinou 8. května 1794.

### Kariera v Mexiku

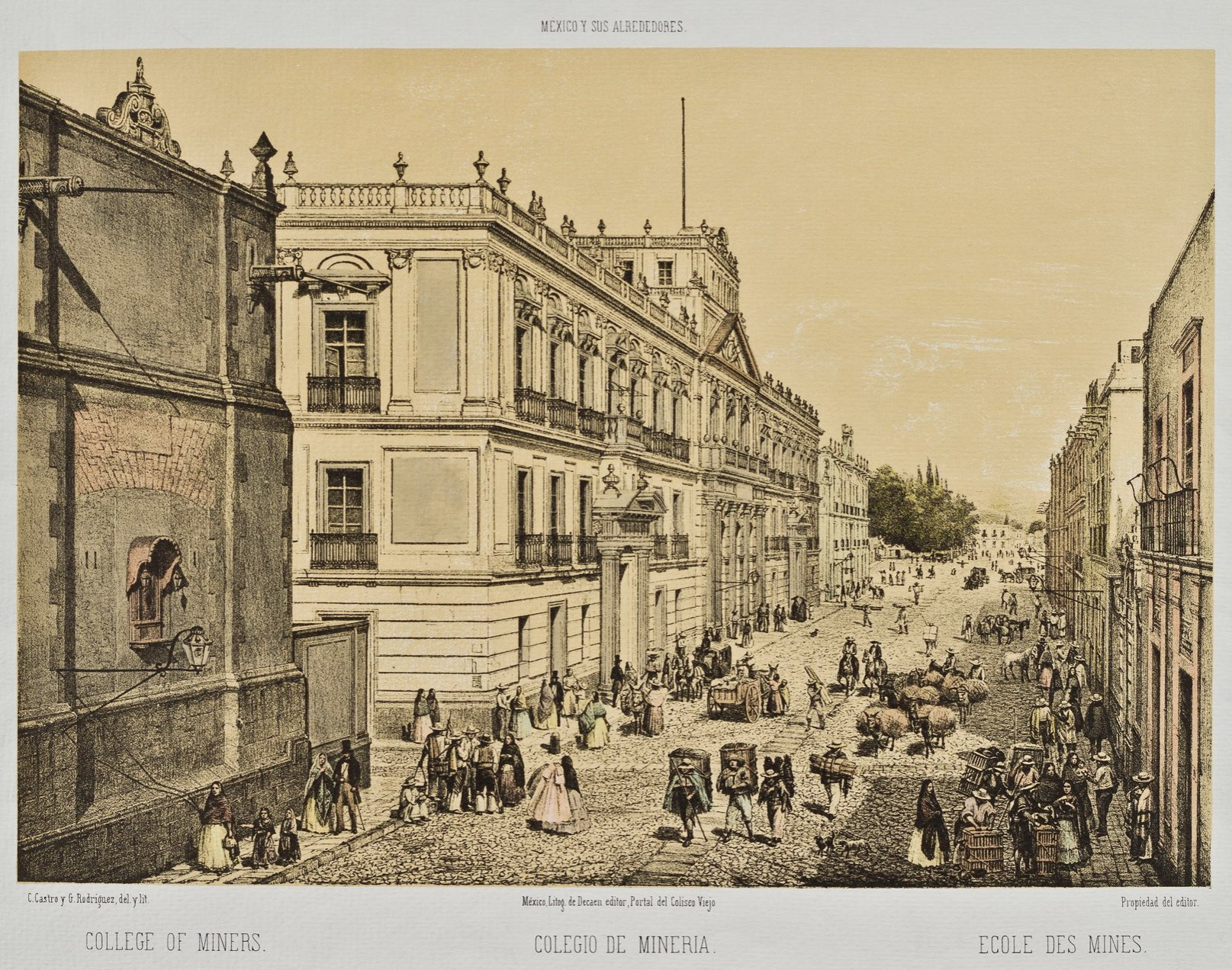
Palacio de mineria (Palác hornictví) v Mexico City (19. století)

- Palacio de mineria (Palác hornictví) v Mexico City (19. století)V roce 1792 byla v Mexico City v Novém Španělsku dekretem španělského krále založena Real Seminario de Minería (Vysoká škola hornictví) s cílem reformovat studium hornictví a metalurgie v kolonii. V čele instituce stál španělský chemik a objevitel wolframu Fausto Elhúyar (1755–1833).
- V roce 1793 Fausto Elhúyar nabídl del Ríovi vedení katedry mineralogie na Real Seminario de Minería. Del Río nabídku přijal a začal se zde věnovat výuce a vědeckému zkoumání.
- V roce 1794 byl del Río jmenován profesorem mineralogie na Universidad Nacional Autónoma de México v Mexico City.

- V roce 1795 otevřel del Río kurzy mineralogie, prováděl důležité studie minerálů a vyvíjel inovativní metody v těžbě hornin. Napsal také první španělskou učebnici mineralogie Elementos de Orictognosía. Santiago Ramírez, jeho žák a pozdější životopisec, ji popsal jako monumentální dílo, které... bude předmětem úcty a konzultací. Německý přírodovědec Alexander von Humboldt napsal, že v Mexiku bylo publikováno nejlepší mineralogické dílo ve španělštině.
- V letech 1803-1804 obnovili del Río a Humboldt své přátelství, neboť oba pobývali v Mexico City. Humboldt zde shromažďoval data a vzorky minerálů a hornin, které byly poté podrobeny chemickým testům k jejich identifikaci.
- V roce 1805 del Río založil železárny v Coalcománu. Železo, které zde vyráběl, bylo lepší než dovážené železo z Biskajska ve Španělsku. O čtyři roky později během mexické války za nezávislost royalisté železárny zničili.
- V roce 1821, kdy Mexiko získalo nezávislost, byl del Río v Madridu. Španělským královstvím byl požádán, aby zůstal ve Španělsku. Odmítl to a vrátil do svého domova v Mexiku a oženil se s mexickou občankou.
- Až do své smrti v roce 1849 vyučoval Del Río na College of Mines. Zemřel ve věku 84 let po dlouhé a plodné akademické kariéře.

## Objev vanadu

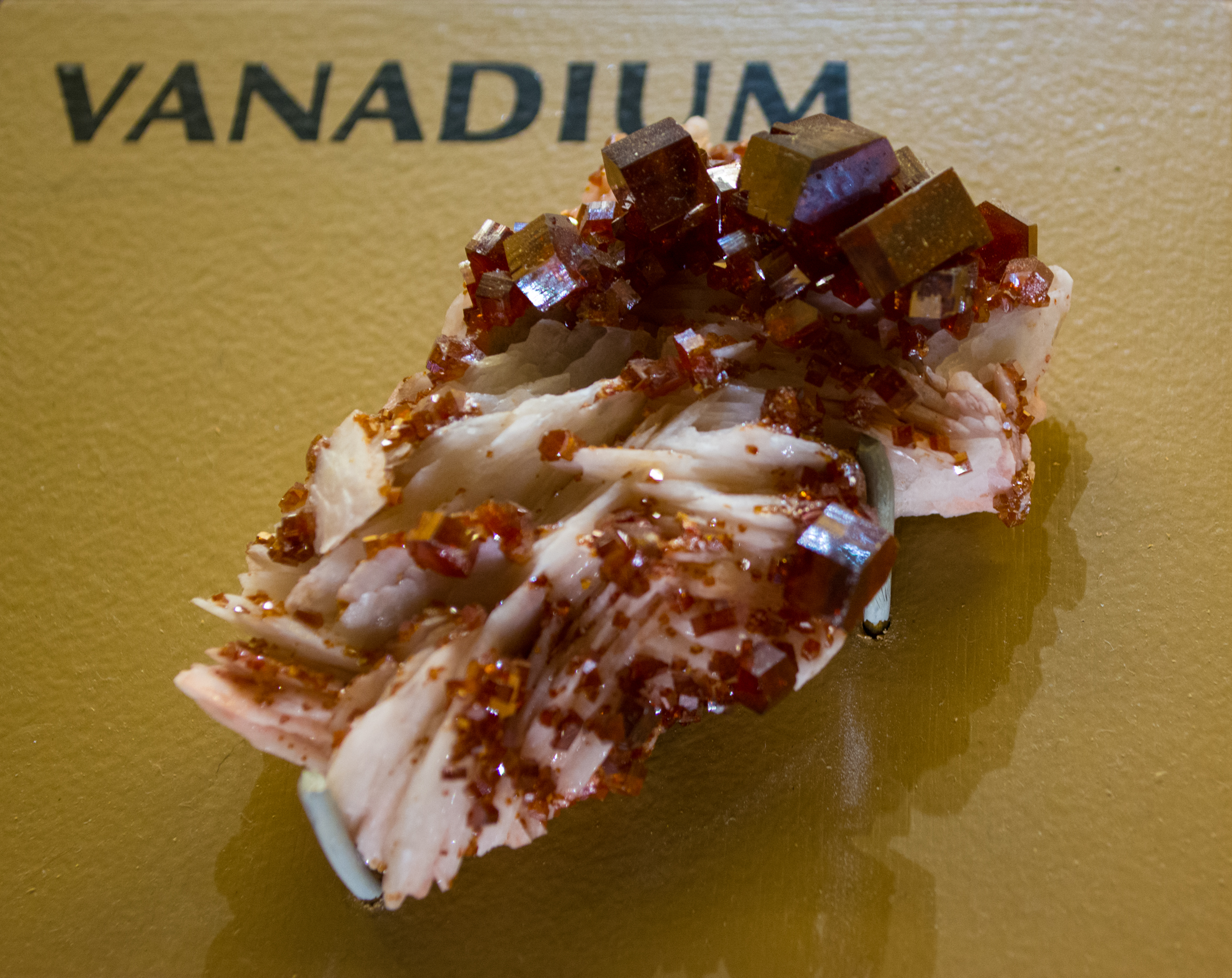
Vanad

V roce 1801 při zkoumání minerálů, které mu byly zaslány z dolu Purísima del Cardenal v Zimapánu ve mexickém státě Hidalgo, objevil del Río nový kovový prvek. Připravil různé barevné sloučeniny tohoto prvku a pojmenoval jej panchromium (řecky: παγχρώμιο - česky: všechny barvy). Později, když pozoroval, že sloučeniny při zahřívání změnily barvu na červenou, nahradil ho názvem erythronium (řecky: ερυθρός - česky: červený).
Následující rok požádal del Río svého přítele Humboldta o analýzu minerálů s novým prvkem. Ten je poslal Hippolytu Victoru Collet-Descotilsovi do Paříže, ale ten objev nepotvrdil. Humboldt i del Río tak dospěli k názoru, že minerál neobsahuje nový prvek .
V roce 1830 po 27 letech švédský chemik Nils Gabriel Sefström znovu objevil tento prvek ve vzorku železa z Tabergu. Dal mu jeho současné jméno vanad na počest skandinávské bohyně lásky a krásy Vanadis. V témže roce německý chemik Friedrich Wöhler znovu analyzoval některé del Ríovy vzorky hnědé olověné rudy ze Zimapánu a prokázal, že Sefströmův vanad a del Riovo erythronium jsou tytéž prvky. V roce 1867 anglický chemik Henry Enfield Roscoe poprvé izoloval čistý kov vanadu.
Del Río byl rozhořčen Humboldtovou chybou, která nepotvrdila jeho objev nového prvku, a zazlíval mu to až do své smrti.

## Politická činnost
V roce 1820 se del Río začal angažovat v politickém životě a stal se poslancem španělského Generálního kortesu (Cortes Generales). Byl liberálem a obhajoval nezávislost místokrálovství Nové Španělsko, které Španělé zakládali na dobytých územích Nového světa.
V roce 1821, kdy Mexiko získalo nezávislost, byl del Río ve Španělsku a bylo mu nabídnuto, aby zde zůstal. On se však vrátil do Mexika, které považoval za svou vlast.
V roce 1829 během španělských pokusů o znovudobytí Mexika vyhnala vláda nezávislého Mexika Španěly žijící v zemi. Vážený Del Río byl však výjimkou, ale vyhnání jeho spolupracovníků včetně Fausta Elhúyara mělo zásadní dopad na práci školy Real Seminario de Minería. Rozhořčený del Río proto odešel na čtyři roky do dobrovolného exilu ve Filadelfii. Tam se mu dostalo velké pocty, účastnil se vědeckých aktivit Americké filozofické společnosti a byl zvolen prezidentem Geologické společnosti ve Filadelfii. V roce 1832 zde vyšla v angličtině jeho učebnici mineralogie Elementos de Orictognosía.
V roce 1834 se del Río vrátil do Mexika a opět začal pracovat na Real Seminario de Minería, kde zůstal až do své smrti v roce 1849.

## Pocty

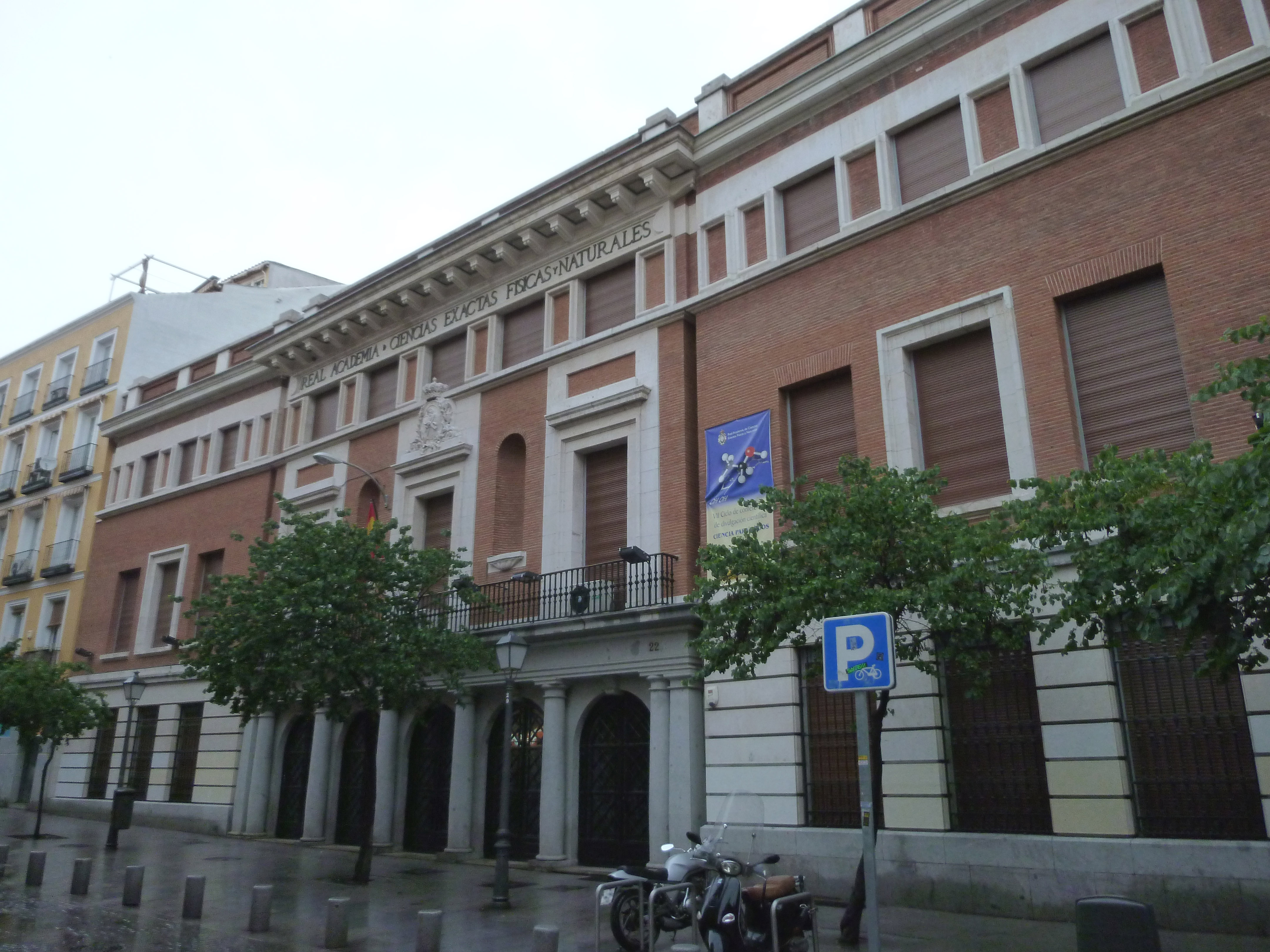
Španělská královská akademie věd v Madridu

- Španělská královská akademie věd v MadriduDel Río byl zakládajícím profesorem mineralogie na College of Mines, která položila základy současného Geologického ústavu Národní autonomní univerzity v Mexiku (UNAM).
- Byl členem Španělské královské akademie věd v Madridu, Wernerovy přírodopisné společnosti v Edinburghu, Královské akademie věd Francie, Ekonomické společnosti v Lipsku, Linnéovy společnosti v Lipsku a Královské akademie v Sasku.
- Byl členem Filozofické společnosti ve Filadelfii, prezidentem Geologické společnosti ve Filadelfii a Lycea přírodní historie v New Yorku.
- Po jeho smrti byl na jeho počest pojmenován důležitý těžební revír, který zahrnuje Batopilas v Chihuahua.
- V roce 1964 Mexická chemická společnost založila na jeho počest Národní cenu za chemii Andrés Manuel Del Río, která je udělována mexickým chemikům s mimořádným světovým významem.